# Pullosidis ugandensis
Pullosidis ugandensis is een keversoort uit de familie lieveheersbeestjes (Coccinellidae). De wetenschappelijke naam van de soort is voor het eerst geldig gepubliceerd in 1987 door Fürsch.